# (10867) Lima
(10867) Lima est un astéroïde de la ceinture principale.

## Description
(10867) Lima est un astéroïde de la ceinture principale. Il fut découvert le 14 juillet 1996 à La Silla par Eric Walter Elst. Il présente une orbite caractérisée par un demi-grand axe de 2,65 UA, une excentricité de 0,02 et une inclinaison de 5,6° par rapport à l'écliptique.

## Compléments